# Aurigidy
Aurigidy  jsou meteorický roj vyskytující se především v září.
Zdrojem materiálu, který způsobuje tento meteorický roj, je Kometa Kiess (C/1911 N1). Oběžná doba komety se uvádí přibližně 1800 až 2000 let, se sprchami pozorovanými v letech 1935, 1986, 1994 a 2007.

## α a δ
Alfa Aurigidy byly objeveny C. Hoffmeisterem a A. Teichgraeberem během noci z 31. srpna 1935.